# Zdvih (technika)
Zdvih je technický termín označující vzdálenosti mezi horní a dolní úvratí pístového stroje s písty vykonávajícími přímočarý vratný pohyb. Zdvih tedy vymezuje maximální délku dráhy pístu. Zdvih se většinou označuje symbolem Z a nejčastěji se udává v milimetrech.
Spolu s vrtáním určuje zdvih zdvihový objem pístového stroje.